# Francisco de Toledo
Francisco de Toledo (ur. 10 lipca 1515, zm. 1584) – hiszpański wicekról Peru sprawujący tę funkcję od 26 listopada 1569 do 23 września 1581.
Toledo umocnił panowanie Hiszpanów w Peru, rozgromił ostatni bastion rdzennych mieszkańców w Vilcabambie oraz ukrócił samowolę konkwistadorów. Wprowadził przymusowe przesiedlenia ludności z terenów wiejskich do miast w celu usprawnienia ściągania podatków i nawracania na wiarę katolicką. Na terenach wiejskich usprawnił system encomienda. Wprowadził pozycję miejscowego poborcy (curaca) który odpowiadał za zebranie podatków we wsi i odprowadzenie do hiszpańskiego właściciela – encomendero.